# Центральный (Ростовская область)
Центра́льный — посёлок в Мартыновском районе Ростовской области.
Входит в состав Южненского сельского поселения.

## География
Посёлок находится на левом берегу Донского магистрального канала примерно посередине между точкой ответвления Нижнедонского канала и рекой Сал, на расстоянии 18 км к северо-востоку от Большой Мартыновки, административного центра района, и 30 км к юго-западу от города Волгодонск.

## Население
| 2010 |
| ---- |
| 764  |

## Улицы
- ул. Дорожная,
- ул. Зелёная,
- ул. Ленина,
- ул. Молодёжная,
- ул. Степная.